# Villano III Jr.
Villano III Jr. (11 de julio de 1998) es un luchador profesional mexicano enmascarado, quien trabaja actualmente para el Consejo Mundial de Lucha Libre  (CMLL). Es hijo de Villano III y La Infernal y nieto de Ray Mendoza. El verdadero nombre de Villano III Jr. no es una cuestión de registro público, como suele ser el caso de los luchadores enmascarados en México, donde sus vidas privadas se mantienen en secreto de los fanáticos de la lucha libre.

## Carrera

### Primeros años (2013-2017)
Villano III Jr. hizo su primera aparición bajo ese nombre en un combate de exhibición en la cartelera de un programa en honor al 40 aniversario de la lucha libre de su padre el 5 de febrero de 2012. En los años siguientes ganó el Campeonato de Parejas del Estado de México con su hermano El Hijo del Villano III así como el Campeonato Estatal de Tríos con su padre y su hermano.

### Lucha Libre AAA Worldwide (2017-2023)
En 2017, Villano III Jr. fue uno de varios luchadores jóvenes que participaron en el torneo "La Llave a Gloria" de Lucha Libre AAA Worldwide. La final del torneo tuvo lugar en Triplemanía XXV, donde Villano III Jr., Angel Mortal Jr. y Tiger Boy perdieron ante Angelikal, El Hijo del Vikingo y The Tigger. A pesar de la derrota, Villano III Jr.se convirtió en un habitual de AAA después, compitiendo en varios de sus principales programas como Héroes Inmortales XI, así como haciendo equipo con La Hiedra para desafiar sin éxito a Big Mami y Nino Hamburgesa por el Campeonato Mundial en Parejas Mixto de AAA.
El 16 de marzo de 2019 en Rey de Reyes, Villano se asoció con Lady Maravilla para el Campeonato Mundial en Parejas Mixto de AAA contra Niño Hamburguesa y Big Mami, donde Hamburgesa y Mami lograron retener sus títulos. El 3 de agosto, en Triplemanía XXVII, Villano se asoció con Lady Maravilla en un combate por el dicho título. El equipo derrotó a Australian Suicide y Vanilla Vargas, Niño Hamburguesa y Big Mami y Sammy Guevara y Scarlett Bordeaux, para coronarse como nuevos campeones, el primer campeonato de AAA de Villano III Jr. El 19 de octubre en Héroes Inmortales XIII, Villano III Jr. junto con Lady Maravilla tuvieron su primera defensa derrotando a Keyra y Látigo y sus rivales Big Mami & Niño Hamburguesa.

## Campeonatos y logros
- Lucha Libre AAA Worldwide
  - Campeonato Mundial en Parejas Mixto de AAA (1 vez) – con Lady Maravilla
  - Campeonato Mundial de Tríos de AAA (1 vez) – con La Hiedra, Rey Escorpión, Taurus & El Texano Jr.